# Teorema de Jung
En geometría, el teorema de Jung es una desigualdad matemática entre el diámetro de un conjunto de puntos contenidos en un espacio euclídeo y el radio de la mínimo n-esfera que contiene al conjunto. El teorema fue publicado por Heinrich Jung en 1901.

## Enunciado
| Sea K un conjunto finito de puntos (o más generalmente un conjunto compacto cualquiera) {\displaystyle \scriptstyle K\subset \mathbb {R} ^{n}} y sea {\displaystyle d=\max \nolimits _{p,q\in K}\\|p-q\\|_{2}} el diámetro de K, es decir, la distancia más grande posible entre puntos del conjunto. Entonces se tiene que existe una (n-1)-esfera de radio: {\displaystyle r\leq d{\sqrt {\frac {n}{2(n+1)}}},} que contiene a K. La igualdad se da siempre para el caso de un n-simplex regular. |

## Teorema de Jung en el plano

Triángulo equilátero mostrando la relación entre el diámetro del triángulo, que coincide con el lado, y el radio de la circunferencia circunscrita.

El caso más común de aplicación del teorema es el plano euclídeo (n = 2), donde cualquier conjunto finito de puntos puede ser contenido en un círculo de radio dado por:

{\displaystyle r\leq {\frac {d}{\sqrt {3}}}}

El resultado anterior es el más ajustado posible, por ejemplo para un triángulo equilátero cuyos tres vértices están sobre una circunferencia

{\displaystyle r={\frac {d}{\sqrt {3}}}}

## Espacios métricas generales
Para un conjunto acotado S contenido en un espacio métrico se tiene:

{\displaystyle {\frac {d}{2}}\leq r\leq d}

La primera desigualdad es una consecuencia de la desigualdad triangular aplicada al centro de una bola y dos puntos diametralmente opuestos. La segunda se sigue de que una bola de radio d centrada en cualquier punto de S debe contener todo el conjunto por la definición de diámetro de un conjunto arbitrario. En un espacio métrico uniforme, es decir un espacio métrico en el que todas las distancias son iguales se satura esta segunda desigualdad r = d. La otra desigualdad se alcanza en un espacio métrico inyectivo como el plano dotado de la "distancia de Manhattan", donde se tiene r = d/2.